# Damian Lohr

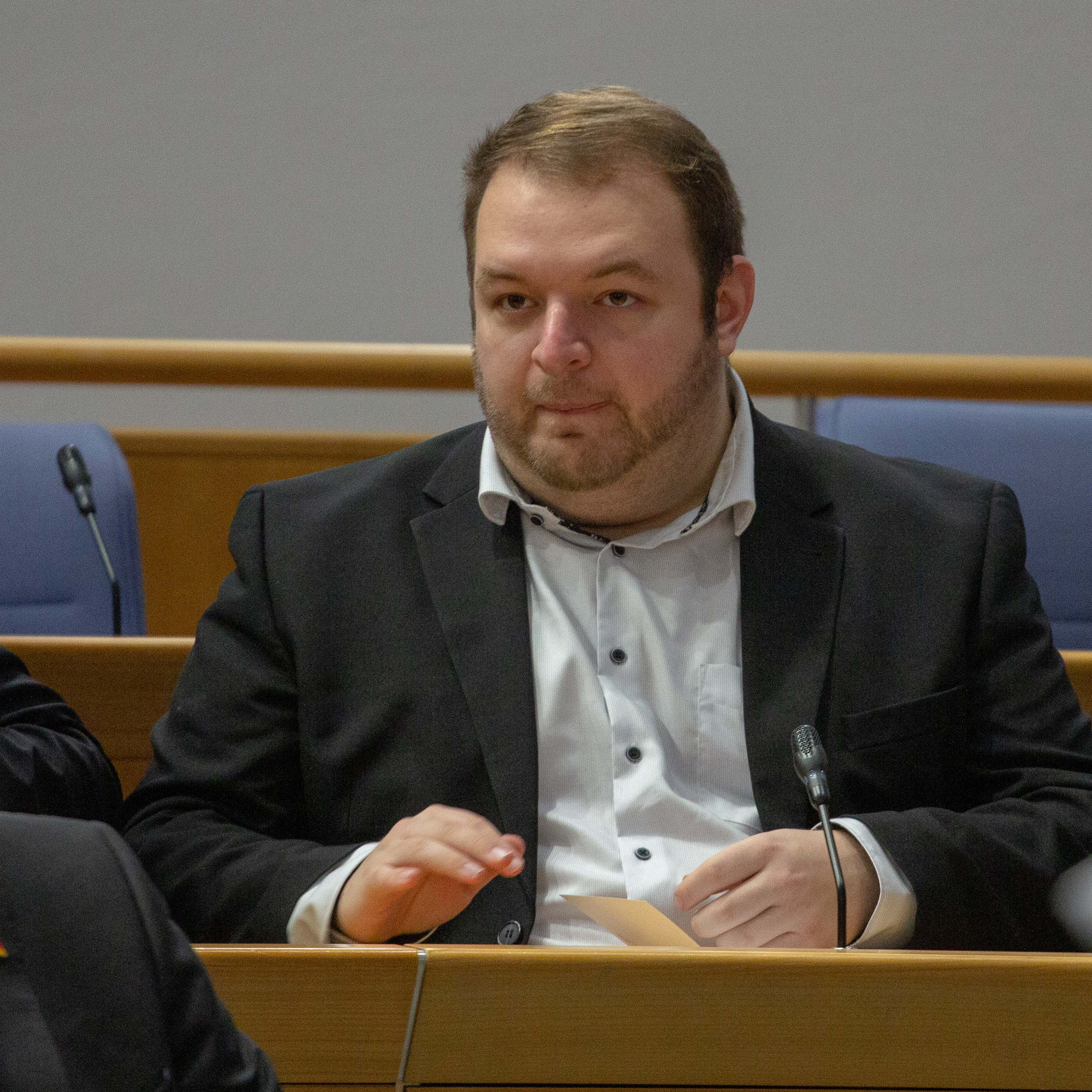
Damian Lohr (2019)

Damian Lohr (* 7. Dezember 1993 in Mainz) ist ein deutscher Politiker der Alternative für Deutschland (AfD). Er ist Abgeordneter im Landtag Rheinland-Pfalz und war von 2018 bis 2021 Vorsitzender der politischen Jugendorganisation Junge Alternative für Deutschland, die seit April 2023 vom Bundesamt für Verfassungsschutz als rechtsextrem eingestuft wird.

## Leben
Lohr absolvierte 2013 das Abitur am Gymnasium Weierhof in Bolanden. Von 2014 bis 2019 studierte er Wirtschaftsrecht an einer Fernuniversität. Er ist Konkneipant der schlagenden, neurechten Burschenschaft Germania Halle zu Mainz. Seit 2014 ist er Gesellschafter eines Consulting- und Marketingunternehmens. Lohr lebt in Zornheim.

## Politik
Lohr ist seit März 2013 Mitglied der AfD und war von 2014 bis 2018 Vorsitzender der Jungen Alternative Rheinland-Pfalz. Von Juni 2013 bis Januar 2014 war er Bundesschatzmeister, von Januar 2014 bis November 2014 stellvertretender Bundesvorsitzender der Jungen Alternative, seit Februar 2018 war er deren Bundesvorsitzender. Im Juli 2020 kündigte er an, nicht erneut für das Amt des Vorsitzenden der Jungen Alternativen zu kandidieren.
Im Mai 2014 wurde Lohr in den Kreistag des Donnersbergkreises gewählt. Bei der Landtagswahl in Rheinland-Pfalz 2016 kandidierte er im Wahlkreis 27 (Mainz I) und zog über die AfD-Landesliste (Platz 8) als bislang jüngster Abgeordneter in den Landtag Rheinland-Pfalz ein. Im Landtag ist er Mitglied des Wahlprüfungsausschusses sowie ordentliches Mitglied des Ausschusses für Europafragen und Eine Welt sowie des Rechtsausschusses. Für seine Fraktion fungiert Lohr als rechts-, europa- und jugendpolitischer Sprecher. Für die Landtagswahl 2021 kandidierte er im neugebildeten Wahlkreis Mainz III, der sechs Mainzer Stadtteile und die Verbandsgemeinde Bodenheim umfasst.
Im März 2019 entschied sich der rheinland-pfälzische Landtag gegen eine Aufnahme von Lohr in zwei Gremien, die Datenschutzkommission und den Interregionalen Parlamentarier-Rat. Alle anderen Fraktionen (SPD, FDP, Grünen sowie die oppositionelle CDU) warfen Lohr eine fehlende Distanz zu rechtsextremen Kreisen vor, der parlamentarische Geschäftsführer der SPD, Martin Haller, führte aus: „Wir sind der Auffassung, dass Damian Lohr Werte wie Toleranz, Freiheit und länderübergreifende Zusammenarbeit nicht vertritt“. Es blieben damit die vorherigen Vertreter der AfD Mitglieder der beiden Gremien.
Am 3. März 2018 nahm Lohr gemeinsam mit Mitgliedern der rechtsextremen Identitären Bewegung an einer Demonstration im pfälzischen Kandel teil aus Anlass des Mordfalls um Mia V., einer 15-jährigen Jugendlichen, die von ihrem
Freund Abdul D. durch Messerstiche getötet worden war. Lohr wird zum rechtsnationalen Parteiflügel der AfD gezählt.
Am 20. Januar 2025 nahm Lohr neben den AfD-Funktionären Beatrix von Storch, Tino Chrupalla, Peter Bystron und Christina Baum auf Einladung von Donald Trump an der Amtseinführungsfeierlichkeit zu dessen zweiter Amtszeit als US-Präsident in Washington D.C. teil. Ursprünglich sollten die AfD-Mitglieder an der Veranstaltung unter freiem Himmel teilnehmen. Da diese jedoch wegen Kälte in die angrenzenden Innenräume des Kapitols verlegt wurden, nahm ein Teil der Gäste, darunter Lohr und seine Parteidelegation, an einer Veranstaltung mit Trump-Anhängern teil, bei der die Amtseinführung per Video übertragen wurde.